# Wahlbezirk Böhmen 114
Der Wahlbezirk Böhmen 114 war ein Wahlkreis für die Wahlen zum Abgeordnetenhaus im österreichischen Kronland Böhmen. Der Wahlbezirk wurde 1907 mit der Einführung der Reichsratswahlordnung geschaffen und bestand bis zum Zusammenbruch der Habsburgermonarchie.

## Geschichte
Nachdem der Reichsrat im Herbst 1906 das allgemeine, gleiche, geheime und direkte Männerwahlrecht beschlossen hatte, wurde mit 26. Jänner 1907 die große Wahlrechtsreform durch Sanktionierung von Kaiser Franz Joseph I. gültig. Mit der neuen Reichsratswahlordnung schuf man insgesamt 516 Wahlbezirke mit je einem zu wählenden Abgeordneten, die durch Direktwahl mit allfälliger Stichwahl bestimmt wurden. Der Wahlkreis Böhmen 114 umfasste die Gerichtsbezirke Kaaden, Podersam und Duppau. Von den genannten Gerichtsbezirken waren die Städte Kaaden, Podersam und Duppau (alle Wahlbezirk 87) ausgenommen. Aus der Reichsratswahl 1907 ging Theodor Zuleger von der Deutschen Agrarpartei als Sieger hervor. Er verlor sein Mandat bei der Reichsratswahl 1911 in der Stichwahl gegen Anton Wüst (Alldeutsche Vereinigung).

## Wahlergebnisse

### Reichsratswahl 1907
Die Reichsratswahl 1907 wurde am 14. Mai 1907 (erster Wahlgang) sowie am 23. Mai 1907 (Stichwahl) durchgeführt.

#### Erster Wahlgang
| Kandidat                                                                      | Partei                     | Wahlkreis- stimmen | Prozent |
| ----------------------------------------------------------------------------- | -------------------------- | ------------------ | ------- |
| Theodor Zuleger                                                               | Deutsche Agrarpartei       | 3757               | 39,0 %  |
| Franz Görgner                                                                 | Sozialdemokratische Partei | 3057               | 31,7 %  |
| Anton Wüst                                                                    | Alldeutsche Vereinigung    | 2775               | 28,8 %  |
|                                                                               | Sonstige Parteien          | 51                 | 0,5 %   |
| Wahlberechtigte: 12.029, Ungültige/Leere Stimmen: 99, Wahlbeteiligung: 81,0 % |                            |                    |         |

#### Stichwahl
| Kandidat                                                                       | Partei                     | Wahlkreis- stimmen | Prozent |
| ------------------------------------------------------------------------------ | -------------------------- | ------------------ | ------- |
| Theodor Zuleger                                                                | Deutsche Agrarpartei       | 5052               | 55,0 %  |
| Franz Görgner                                                                  | Sozialdemokratische Partei | 4138               | 45,0 %  |
| Wahlberechtigte: 12.029, Ungültige/Leere Stimmen: 176, Wahlbeteiligung: 77,9 % |                            |                    |         |

### Reichsratswahl 1911
Die Reichsratswahl 1911 wurde am 13. Juni 1911 sowie am 20. Juni 1911 (Stichwahl) durchgeführt.

#### Erster Wahlgang
| Kandidat                                                                       | Partei                     | Wahlkreis- stimmen | Prozent |
| ------------------------------------------------------------------------------ | -------------------------- | ------------------ | ------- |
| Anton Wüst                                                                     | Alldeutsche Vereinigung    | 3445               | 36,3 %  |
| Theodor Zuleger                                                                | Deutsche Agrarpartei       | 3112               | 32,8 %  |
| Franz Görgner                                                                  | Sozialdemokratische Partei | 2897               | 30,6 %  |
|                                                                                | Sonstige Parteien          | 25                 | 0,3 %   |
| Wahlberechtigte: 12.298, Ungültige/Leere Stimmen: 124, Wahlbeteiligung: 78,1 % |                            |                    |         |

#### Stichwahl
| Kandidat                                                                       | Partei                  | Wahlkreis- stimmen | Prozent |
| ------------------------------------------------------------------------------ | ----------------------- | ------------------ | ------- |
| Anton Wüst                                                                     | Alldeutsche Vereinigung | 5585               | 58,3 %  |
| Theodor Zuleger                                                                | Deutsche Agrarpartei    | 3988               | 41,7 %  |
| Wahlberechtigte: 12.298, Ungültige/Leere Stimmen: 102, Wahlbeteiligung: 78,7 % |                         |                    |         |